# Brescia Challenger 1982
Il Brescia Challenger 1982 è stato un torneo di tennis facente parte della categoria ATP Challenger Series nell'ambito dell'ATP Challenger Series 1982. Il torneo si è giocato a Brescia in Italia dal 31 maggio al 5 giugno 1982 su campi in terra rossa.

## Vincitori

### Singolare
Florin Segărceanu ha battuto in finale  Dominique Bedel 2-6, 6-0, 6-4

### Doppio
Carlos Kirmayr /  Florin Segărceanu hanno battuto in finale  Patrizio Parrini /  Federico Rinaldi 7-6, 6-2